# Кумеада
Кумеада (порт. Cumeada; МФА: [ku.mi.ˈa.dɐ]) — парафія в Португалії, у муніципалітеті Сертан. Розташована в східній частині країни, на теренах історичної португальської провінції Бейра. Входить до складу округу Каштелу-Бранку. За адміністративним поділом, чинним до 1976 року, терени парафії були складовою провінції Нижня Бейра. Належить до Порталегрівсько-Каштелу-Бранківської діоцезії Католицької церкви. Патрон — свята Анна. Площа — 23,1406 км². Населення — 503 ос. (2011). Слабо урбанізований регіон. Густота населення — 21,74 осіб/км²
. Код — 050905.

## Населення
| Кількість мешканців | Кількість мешканців | Кількість мешканців | Кількість мешканців | Кількість мешканців | Кількість мешканців | Кількість мешканців | Кількість мешканців | Кількість мешканців | Кількість мешканців | Кількість мешканців | Кількість мешканців | Кількість мешканців | Кількість мешканців | Кількість мешканців |
| ------------------- | ------------------- | ------------------- | ------------------- | ------------------- | ------------------- | ------------------- | ------------------- | ------------------- | ------------------- | ------------------- | ------------------- | ------------------- | ------------------- | ------------------- |
| 1864                | 1878                | 1890                | 1900                | 1911                | 1920                | 1930                | 1940                | 1950                | 1960                | 1970                | 1981                | 1991                | 2001                | 2011                |
| 538                 | 496                 | 554                 | 638                 | 743                 | 765                 | 872                 | 977                 | 1 083               | 1 127               | 977                 | 800                 | 651                 | 573                 | 503                 |